# アルバート・シドニー・アシュミード・ジュニア
アルバート・シドニー・アシュミード・ジュニア (Ashmead, Albert Sydney Junior 1850年4月4日 - 1911年2月20日) は　アメリカの医師で、1874年から1875年にかけ、東京府病院(1874 - 1881)で医学を教えた。当時の日本のハンセン病に興味を覚え、研究を始めた。1876年帰米。1897年のベルリン国際らい会議を強く推進した一人であった。彼はその会議に出席はしなかったが、強力な移民禁止、隔離論者であった。その会議はハンセン病隔離政策への潮流をつくった。

## 前半生
アルバート・シドニー・アシュミード・ジュニアは1850年4月4日、フィラデルフィアのアングロサクソンの家系に生まれた。1869年にペンシルベニア大学で医師資格を得て、ジェファーソン大学医科大学大学院に進んだ。1871年から71年にかけて開業していたが、1873年にワシントンによばれ、アナポリス海軍兵学校に留学していたPrince Azuma(華頂宮博経親王と推定さる） の治療にあたった。その後来日、1874年5月2日に開院した東京府病院で医科教師となった。1875年9月21日依願退職している。1876年まで日本に滞在、その後帰国しカンザス州、1882年にはニューヨーク州で開業。本格的なハンセン病研究を開始した。

## ハンセン病国際会議を推進
当時、ハンセン病はノルウェー、ハワイ、日本に蔓延していた。彼は、研究の結果、その菌はアメリカ人にとっても危険と考えた。ニューヨークに移ってから以降の、1883年には彼はアメリカがハンセン病に対して防疫線を設ける必要性を強く主張した。 彼は中国民移民によるハンセン病蔓延の危険性を主張していたパリの医師、Goldschmidt, Julesと意気投合し、二人は数年をかけてハンセン病に関する国際会議を模索し始めた。それはすべての文明国において、ハンセン病対策が法制化されるべきであるという信念からであった。ハンセンをはじめとする医学者たちにこの国際会議への参加を要請し、1897年のベルリンでの第1回国際らい会議の開催を実現させた。ただしこの会議はこの2人が当初指向した政策重視へは向かわず、学術的な検討の場となった。しかし二人の追求した　国際会議を恒常的な組織にすることと、ハンセン病者の入国拒否などの提案は一部実現されている。アシュミード自身は自分の方針と異なるためこの会議には出席しなかったが、彼は第1回国際らい会議のために「ハンセン病の制圧と予防」と題した100ページ近いパンフレットを出版している。アシュミードは第1回国際らい会議での敗北のあとも、依然として強力な移民禁止・隔離論者でありつづけた。アメリカでは、1912年に連邦政府によって、ハンセン病が感染者の移動、輸送に特別な規定が設けられる最初の疾患となった。1917年に国立療養所の設置と医務総監の定める省令・規則による判断に基づきハンセン病者を療養所に隔離することを法律で定めた。

## 後藤昌文父子と交流
日本においてハンセン病病院「起廃病院」を設立した後藤昌文は 1876年12月東京府病院の傭医師となった。この時期はアシュミードが帰米より前か後かは不明である。 アシュミードは後藤昌文の子の後藤昌直(ダミアン神父を治療して有名であった）からの情報を基に、日本のハンセン病史を記述している。アシュミードは後藤父子が1882年に出版した『難病自療』を1894年にアメリカの皮膚科泌尿科雑誌に紹介している。 この別冊が父子に送られ、それに対する昌文の日本語の礼状(1894,5,15付)で書状が存在する。アシュミードは魚食がハンセン病を引き起こすことに関する質問を昌文にしているが、その返事が（1894,7,8付）存在する。

## キリスト教、仏教とアシュミード
アシュミードは1891年に、「日本のキリスト教とハンセン病問題」という8頁のパンフレットを作った。 彼はこれらの不幸な人々との接触によって懸念されている危険はほとんどないことを付け加えておく、と書いた。彼のキリスト教宣教に関する記述は日本における、ケート・ヤングマン、ハンナ・リデル、コール神父などのハンセン病救済先達を念頭においたものであるが、日本が国内にハンセン病患者を放置していることの危険性のみならず、海外への蔓延させる危険性を力説している。また、彼は日本のハンセン病患者が救済を求めているのは仏教信仰のみである点に関心を抱いていた。また被差別民はハンセン病患者の子孫ではないかと、率直に述べている。

## アメリカ植民地への日本人の移民について
アシュミードは1899年「我々に対する日本のハンセン病の危険」を書いたが、この中で村田昇清の中外医事新報の論文「日本におけるらい病患者措置を論ずる」を引用している。 アシュミードのハンセン病観はダミアン神父のハンセン病の感染、発病ということもあったが、彼はアメリカ現地人に感染することを恐れ日本人移民を国際法でもって規制すべきであるとしている。日本において、1899年から内地雑居となり、日本政府の無策が欧米からの批判がおこった。アシュミードの主張は日本から国外にハンセン病を蔓延することの危険性をみている。日本が旧弊な仏教国のハンセン病を示す典型例であり、第１回ベルリン国際らい会議が開かれた背景には、隔離政策と、政府の援助が必要であるというアシュミードの主張がある。

## 論文
- Ashmead, Albert S. (1891) "Christianity in Japan and the Leper Problem." New York: Moore and Company. [An address].
- Ashmead, Albert S. (1895) "Pre-Columbian Leprosy." Journal of the American Medical Association 24:622,669,721,753,803,850.
- Ashmead, Albert S. (1895) "Pre-Columbian Leprosy." Chicago: American Medical Association Press.
- Ashmead, Albert S. (1895) "Some Facts of Interest in Connection with the Question of the Existence of Syphilis or Leprosy in Ancient Peru." Charlotte Medical Journal 7:323.
- Ashmead, Albert S. (1895) "Vorkommen von Aussatz in Präcolumbischer Zeit in America." [The Appearance of Leprosy in Pre-Columbian Times in America.]. [German title with English text]. Verhandlungen der Berliner Gesellschaft fuer Anthropologie, Ethnologie und Urgeschichte 27:305-306.
- Ashmead, Albert S. (1896-1897) "Introduction of Leprosy into America by Negroes." Virginia Medical Semi-Monthly 1:150-153.
- Ashmead, Albert S. (1896-1897) "Leprosy Overcome by Isolation in the Middle Ages." Janus: Archives Internationales pour l'Histoire de la Médecine et la Géographie Médicale (Amsterdam) 1:558.
- Ashmead, Albert S. (1897) "Pre-Columbian Leprosy." Journal of the American Medical Association 28:703-704.
- Ashmead, Albert S. (1897) "The Question of Pre-Columbian Leprosy: Photographs of Three Pre-Columbian Skulls, and Some Huacos Pottery." Mitteilungen und Verhandlungen der Internationalen Wissenschaftlichen Lepra-Conferenz zu Berlin im October 1897 1(4):71-75.
- Ashmead, Albert S. (1898) "Was Leprosy Pre-Columbian in America?" (English). Verhandlungen der Berliner Gesellschaft fuer Anthropologie, Ethnologie und Urgeschichte 30:488-494.
- Ashmead, Albert S. (1898-1899) "The Question of Pre-Columbian Leprosy: Photographs of Three Pre-Columbian Skulls, and Some Huacos Pottery." [Discussion]. American Journal of Dermatology and Genito-Urinary Diseases 2:15,41,77,113 and 3:28,51,100.
- Ashmead, Albert S. (1899) "No Evidence in America of Pre-Columbian Leprosy." Canadian Journal of Medicine and Surgery 5:145-162.
- Ashmead, Albert S. (1899) "Our Danger of Leprosy from Japan." Medical Standard 22:50-52.
- Ashmead, Albert S. (1890) "Was Leprosy Pre-Columbian in America?" Canadian Journal of Medicine and Surgery 5:145-162.
- Ashmead, Albert S. (1900) "No Relation Between the Leprosy and Syphilis of Japan and Pre-Columbian America." [English title with German text]. Verhandlungen der Berliner Gesellschaft fuer Anthropologie, Ethnologie und Urgeschichte 32:536.
- Ashmead, Albert S. (1900) "Pre-Columbian Leprosy." Journal of the American Medical Association 34:379.
- Ashmead, Albert S. (1900) "The Japanese Disease "Mitari-Kasa-Yamai" (of 806-809 A.D.): Was it Syphilis or Leprosy?" St. Louis Medical and Surgical Journal 79:183-186.
- Ashmead, Albert S. (1901) "Deformations on American (Incan) Pottery Not Evidence of Pre-Columbian Leprosy." St. Louis Medical and Surgical Journal 80:177-192.
- Ashmead, Albert S. (1901) "Survival of a Tradition of Leprosy of Zoroaster's Time." St. Louis Medical and Surgical Journal 81:94.
- Ashmead, Albert S. (1901) "Testimony of the Bones from the Madeleines of the Middle Ages on the Confusion of Leprosy with Syphilis in Pre-Columbian Europe." St. Louis Medical and Surgical Journal 80:65-80.
- Ashmead, Albert S. (1902) "Introduction of Leprosy into America from Spain: That Disease Was Not Pre-Columbian in the Western Hemisphere, but Syphilis Was." St. Louis Medical and Surgical Journal 83:65-82.
- Ashmead, Albert S. (1902) "Social Treatment of Lepers During the Christian Era." St. Louis Medical and Surgical Journal 83:315-320.
- Ashmead, Albert S. (1902) "The Pre-Columbian Disease Which Was Mistaken for Leprosy by the Old Spanish Priests." St. Louis Medical and Surgical Journal 83:208-210.

## 文献
- 廣川和花 『近代日本のハンセン病問題と地域社会』 2011　大阪大学出版会　ISBN 978-4-87259-378-5
- 宗田一編集 『医学近代化と来日外国人』  1988、世界保健通信社
- 山口順子 「後藤昌文・昌直父子の起廃病院の事績について」ハンセン病市民学会年報　2005 pp.115-132.
- アシュミード論文retrieved Oct 16, 2012